# Rudolf Wünzer (Politiker)
Rudolf Wünzer (* 17. Dezember 1862 in Weimar; † 20. Januar 1929 in Darmstadt) war ein deutscher Jurist, Politiker (NLP, DVP) und ehemaliger Abgeordneter des Landtags des Volksstaates Hessen in der Weimarer Republik.

## Leben
Rudolf Wünzer war der Sohn des sächsischen Hofschauspielers und späteren großherzoglich hessischen Intendanten Theodor Wünzer (1831–1897) und dessen Frau Klementine geborene Papst († 1899). Er war evangelischer Konfession und heiratete Laura geborene Meyer.
Rudolf Wünzer studierte Rechtswissenschaften in Heidelberg, München, Berlin und Gießen. 1892 bis 1894 arbeitete er als Rechtsanwalt in Darmstadt, 1894 bis 1897 als Staatsanwalt in Mainz und 1897 bis 1899 in der gleichen Funktion in Darmstadt. 1899 bis 1913 war er Oberamtsrichter in Wald-Michelbach und 1913 bis 1916 in Darmstadt. Von 1916 bis zu seiner Pensionierung 1928 war er Oberstaatsanwalt in Darmstadt.
In der 36. Wahlperiode (1914–1918) war er Abgeordneter der zweiten Kammer der Landstände des Großherzogtums Hessen. In den Landständen vertrat er den Wahlbezirk Starkenburg 4/Wald-Michelbach. 1918 folgte Georg Bickel ihm in den Landtag nach. Von 1919 bis 1924 gehörte er erneut dem Landtag an.
Am 16. September 1913 wurde er zum Ehrenbürger von Wald-Michelbach ernannt. Die Rudolf Wünzer Straße dort ist nach ihm benannt.